# Pandanus nobilis
Pandanus nobilis là một loài thực vật có hoa trong họ Dứa dại. Loài này được Quisumb. & Merr. miêu tả khoa học đầu tiên năm 1928.